# Gaggenau (motorfiets)
Gaggenau is een historisch Duits motorfietsmerk.
Gaggenau begon met de productie van motorfietsen in 1925, het jaar dat juist meer dan 150 kleine Duitse merken de productie staakten. In tegenstelling tot de meeste merken, die inbouwmotoren bij andere fabrikanten inkochten en zodoende goedkoop konden produceren, bouwde Gaggenau eigen, robuuste 346- en 396cc-tweetaktmotoren. De overlevingskansen voor een dergelijk klein bedrijf waren niet groot en in 1927 moest men de productie beëindigen. 